# Romeny-sur-Marne
Romeny-sur-Marne ist eine französische Gemeinde mit 466 Einwohnern (Stand: 1. Januar 2022) im Département Aisne in der Region Hauts-de-France (frühere Region: Picardie). Sie gehört zum Arrondissement Château-Thierry und zum Kanton Essômes-sur-Marne. Die Einwohner werden Romenyats genannt.

## Geographie
Die Weinbaugemeinde (Appelation Champagne) Romeny-sur-Marne liegt zwölf Kilometer südwestlich von Château-Thierry im Tal der Marne am orographisch rechten Ufer zwischen Bonneil (flussaufwärts) und Saulchery (flussabwärts). Zur Gemeinde gehört der Ortsteil Moucherelle auf der Höhe. Weitere Nachbargemeinden sind Charly-sur-Marne und am gegenüber liegenden Flussufer Chézy-sur-Marne und Nogent-l’Artaud.

## Bevölkerungsentwicklung
| Jahr                       | 1962 | 1968 | 1975 | 1982 | 1990 | 1999 | 2006 | 2012 | 2022 |
| Einwohner                  | 314  | 306  | 309  | 339  | 363  | 419  | 470  | 485  | 466  |
| Quellen: Cassini und INSEE |      |      |      |      |      |      |      |      |      |

## Sehenswürdigkeiten

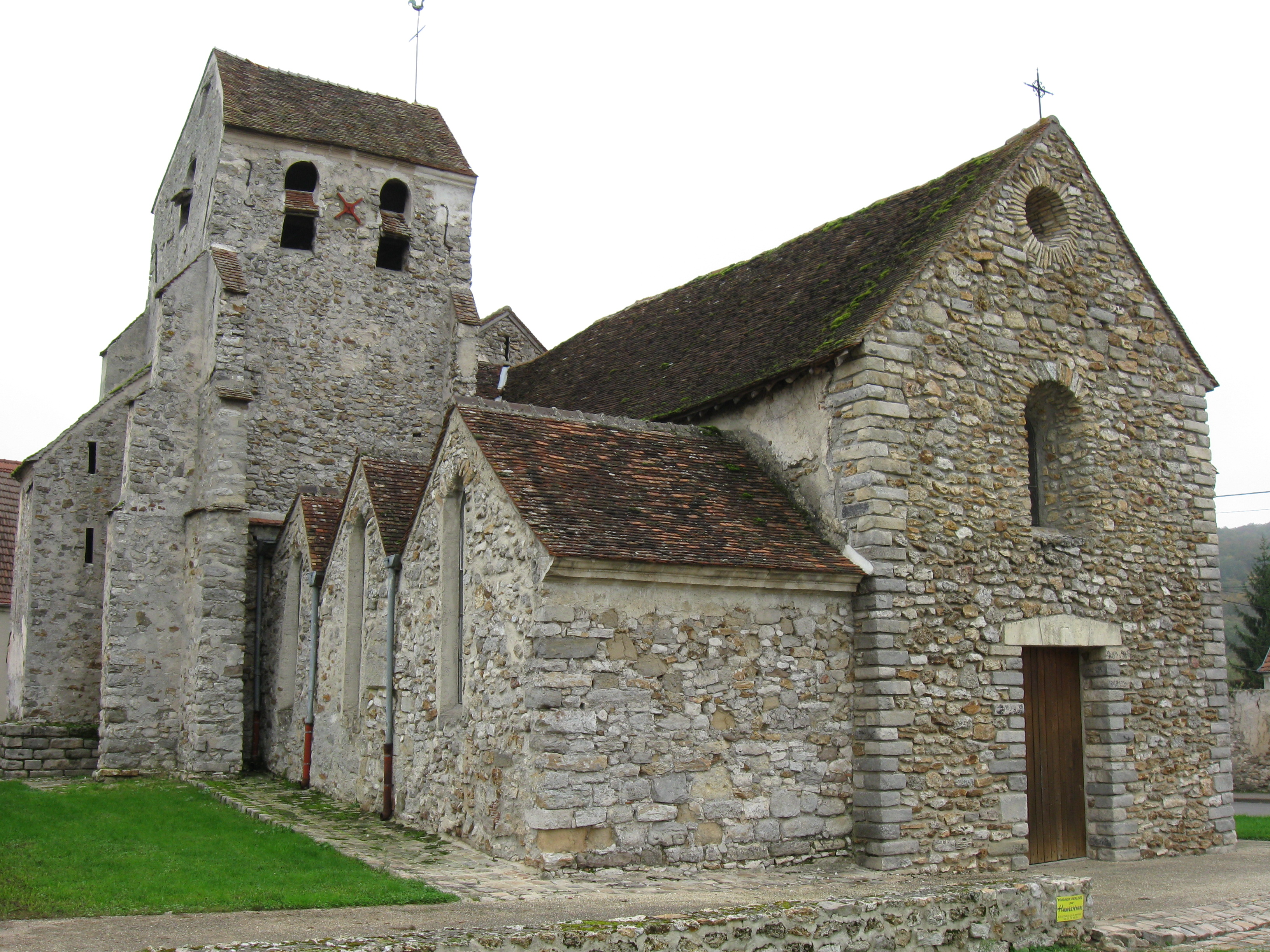
Kirche

- Kirche Saint-Jean-Baptiste

## Persönlichkeiten
- Jules Ernest Renoux (1863–1932), impressionistischer Maler, hier geboren.